# هزة الجماع
هزة الجماع أو الإِيغَافُ أو الإرجاز (بالإنجليزية: Orgasm)‏ هي ختام للعملية الجنسية والتفريغ الكامل للإثارة الجنسية التي تراكمت خلال مراحل الجماع، حيث تحدث لكل من الذكور والإناث وهي أقصى مراحل الاستمتاع والنشوة حيث تنقبض العضلات لا إرادياً في منطقة الحوض، والتي تؤدي إلى القذف عند الرجال وحدوث انقباضات في العضلات المحيطة بالمهبل عند النساء، وتوتر عضلي شامل في جميع أنحاء الجسم ويلي هذه المرحلة عودة الجسم إلى مرحلة عدم الاستثارة وشعور عام بالارتخاء العضلي والإعياء وأحياناً بالنعاس.

## هزة الجماع الذكرية
يصل الذكور لمرحلة هزة الجماع عند إثارة العضو الذكري الذي ينتصب ويصبح مهيئاً للقذف الذي يتمثل في الوصول إلى مرحلة هزة الجماع، لكن هذا لا يمنع بعض الذكور من الاستمتاع بمداعبة أعضائهم التناسلية من الخصيتين أو البروستات. ويحتاج الذكر لفترة من الوقت بعد القذف للوصول إلى الإثارة مرة أخرى فهو يحتاج إلى إعادة دورة الجماع مرة أخرى ويعتمد طول الفترة للدخول في عملية الجماع على سن الرجل، ومع ذلك فإذا تعلم الرجل بعض الوسائل للتحكم في عملية القذف فيمكنه أن يفصل بين عملية القذف وهزة الجماع فسيكون بوسعه آنذاك الوصول لهزة الجماع أكثر من مرة، ومدة هزة الجماع عند الرجل تُراوح من 3 إلى 10 ثواني وعندما يبلغها تحدث عدة انقباضات سريعة ومتتابعة في القضيب ومجرى البول والبروستات يصاحبها متعة خاصة.
وفترة المقاومة أي ما بين هزتي الجماع تعتمد على عدة عوامل منها السن والتدخين والحالة المزاجية لدى الذكر وبعض العوامل الأخرى المصاحبة مثل تناول الخمور أو بعض أنواع المخدرات أو الأدوية المنشطة.

## هزة الجماع الأنثوية
يوجد مصدرين أساسيين للنشوة الجنسية لدى المرأة وهي من خلال استثارة البظر أو المهبل.
- نشوة البظر تعتمد أساساً على ملامسة العضو الذكري للبظر والاحتكاك به وهي نشوة سريعة ولكنها غير عميقة وليست كافية للإشباع، كما أنها تقل أو تنعدم عند النساء التي أجريت لهن عملية الختان لكن هذا لا ينفي حقيقة أن بعض المختونات يبلغن النشوة الكاملة عند ممارسة الجنس.

لكن الوضع معقد قليلاً فالإثارة الكاملة تحتاج إلى الوصول إلى الإثارة الابتدائية وبدون هذه الإثارة الابتدائية التي تعتمد أساساً على إثارة البظر وهو ما يُختن عند النساء فيما يعرف بالختان الإفريقي (إزالة جزء كبير من البظر) فإنه يصعب الوصول إلى الإثارة الابتدائية ما يؤدي إلى استحالة حصول النشوة الكاملة.
- نشوة المهبل هي أكثر عمقاً وأكثر إشباعا وتعتمد على انقباضات العضلات التي حول المهبل لاسيما حين يحتك عضو الرجل بما يعرف طبياً بالبقعة جي.

والمرأة بخلاف الرجل فهي قادرة على الوصول لهزة الجماع مرات متتالية،. أما الرجل فبعد القذف فهو يحتاج إلى فترة من الزمن لإعادة دورة الجماع مرة أخرى وهي تسمى بفترة «المقاومة» ويعتمد طول هذه الفترة على سن الرجل.

## اقرأ أيضاً
- منطقة الشهوة الجنسية
- إثارة جنسية
- القدرة الإرجازية
- توافق جنسي